# Eleonora Grossi
Eleonora Grossi (Napoli, 1837 – 1879) è stata un mezzosoprano italiano nota soprattutto per essere stata la prima interprete di Amneris in Aida.
Dopo gli studi al conservatorio di Napoli debutta a 18 anni nel ruolo principale de La Cenerentola di Gioachino Rossini. Dal 1860 al 1862 lavora al Teatro di San Carlo di Napoli, dove canta in Maria di Rohan e Lucrezia Borgia di Gaetano Donizetti, L'italiana in Algeri e ne Il trovatore e Un ballo in maschera di Giuseppe Verdi, compositore con cui lavora moltissimo. Canta alla prima assoluta dell'opera Don Carlos, infante di Spagna di Vincenzo Moscuzza il 25 maggio 1862. 
Nelle stagioni successive lavora in produzioni del Teatro Massimo di Palermo e a Barcellona in Saffo di Giovanni Pacini. Nel 1864-65 si esibisce a Londra e a Madrid. Dal 1865 al 1868 ingaggiata al Théâtre de la comédie italienne di Parigi, ma fa anche diverse tournée a Costantinopoli, Berlino, Copenaghen e Göteborg. Dal 1868 al 1870 si esibisce al Covent Garden Theatre di Londra. Nel 1869 viene invitata per l'inaugurazione del Teatro chediviale dell'Opera del Cairo dove canta in Rigoletto e Il trovatore. L'anno successivo torna al Cairo ne Un ballo in maschera e nel 1871 crea  il ruolo di Amneris in Aida.
È nota per avere una voce duttile e di notevole potenza drammatica.